# Alan Grant (Jurassic Park)
Pour les articles homonymes, voir Alan Grant.
Le Dr Alan Grant est un personnage de fiction de la franchise Jurassic Park.

## Présentation
Il est paléontologue et apparaît pour la première fois dans le roman Jurassic Park de Michael Crichton en 1990, qui a lancé la franchise. Crichton a imaginé Grant d'après le paléontologue Jack Horner,. Le réalisateur Steven Spielberg dirige l'adaptation cinématographique de 1993 et plusieurs acteurs sont pressentis pour le rôle de Grant,,. Sam Neill est finalement choisi, devenant l'un de ses rôles les plus populaires au cinéma,. Spielberg donne au personnage une aversion pour les enfants et le met en relation avec le Dr Ellie Sattler, une paléobotaniste qui est l'élève de Grant dans le roman. Sattler, interprété par Laura Dern, veut fonder une famille avec lui, Grant s'opposant à cette l'idée.
Neill et Dern reprennent leurs rôles dans Jurassic Park 3 en 2001. Dans le film, Sattler épouse quelqu'un d'autre et fonde une famille, mais tient toujours une amitié avec Grant. Le réalisateur Joe Johnston rompt la relation entre Grant et Sattler, estimant que cette dernière a l'air trop jeune pour une telle relation ; Neill a 20 ans de plus qu'elle. Neill se dit mécontent de son interprétation dans le premier film,, qui a pris en compte son retour pour Jurassic Park 3 ; il s'agit de la première fois qu'il reprend l'un de ses anciens rôles au cinéma.
Neill et Dern reviennent de nouveau dans un rôle de premier plan dans Jurassic World : Le Monde d'après, qui sort en 2022. Dans le film, Sattler a divorcé de son mari ; elle et Grant ravivent finalement leur relation amoureuse. Colin Trevorrow, le réalisateur et co-scénariste du film, accorde à Neill et Dern la réunion de leurs personnages de manière romantique[pas clair].
Il confirme par la suite que Jurassic World : Le Monde d'après est le dernier film de la série Jurassic Park où les deux acteurs apparaîtront,. Neill et Dern reprennent cependant leurs rôles pour les jeux vidéo Jurassic World Evolution et Jurassic World Evolution 2, prêtant leur voix à des packs de contenu téléchargeables, sortis respectivement en 2019 et 2022.